# Gintoft
Gintoft (dänisch: Gingtoft) ist ein Streudorf, das einen Ortsteil der Gemeinde Steinbergkirche im schleswig-holsteinischen Kreis Schleswig-Flensburg darstellt.

## Lage
Gintoft liegt nördlich des Hauptortes der Gemeinde Steinbergkirche. Die St.-Martin-Kirche in der  Gintofter Straße 1 gehört noch zum Ort Steinbergkirche. Der Ort Gintoft beginnt dort, wo die Straße Gintoft von der Gintofter Straße abgeht (Lage). Sämtliche nachfolgenden Häuser an der Gintofter Straße sowie auch der Straße Gintoft gehören zum Streudorf Gintoft. Die Gintofter Straße endet nordöstlich beim kleinen Ort Aubrück, an welchen sich der Steinberger Ortsteil Norgaardholz anschließt.

## Geschichte
Das Dorf Gintoft bestand vermutlich schon, bevor die St.-Martin-Kirche beim Nachbardorf Steinbergkirche errichtet wurde, also vor dem Jahr 1200. Seine erste urkundliche Erwähnung fand das Dorf im 1478 unter dem Namen „Ghyntoft“. Der Ortsname Gintoft besteht aus zwei Wortbestandteilen, nämlich „Gin“ und „Toft“. Bei „Gin“ soll es sich um die Verkürzung des Personennamens „Ginni“ handeln. Toft ist ein abseits von einer Siedlung gelegenes, umfriedetes Feld (oder Flurstück), auf dem ein Hof steht. Der Toftbesitzer Ginni war vermutlich, wie an der Wortbedeutung zu erkennen ist, der Gründer oder Älteste des Dorfes Gintoft. Die Burganlage Gintoftgaard, die sich beim Ort Gintoft befand, wurde im in der ersten Hälfte des 16. Jahrhunderts abgebrochen. Bis zum Jahr 1783 befand sich des Weiteren das Steinberger Pastorat in Gintoft.
Im 19. Jahrhundert wurden einige der Gintofter Bauernhöfe und Katen aufgegeben und zum Teil nach Gintoftholm verlegt. Auch eine Schmiede, welche ein Schmiedegeselle namens Ludwig  Lorenzen offenbar um die Mitte des 19. Jahrhunderts bei Nico’s Eck (Lage) eingerichtet hatte, wurde 1872/73 abgebrochen. In der darauffolgenden Zeit kamen nur noch wenige Häuser zum Ort hinzu. Auf der Landkarte der dänischen Landesaufnahme von 1857/1858 war Gintoft bereits mit mehreren Gebäuden eingetragen. Auf der Karte der Preußischen Landesaufnahme um 1879, auf welcher Sterup und Umgebung dargestellt wurden, war Gintoft in weiteren Details schon gut erkennbar. Erst 1870/71 wurde Gintoft eine eigenständige Gemeinde. Im Jahr 1886 wurde die Freiwillige Feuerwehr von Gintoft gegründet. Ein Jahr später, im Jahr 1887, wurde die Gintofter Meierei gegründet, welche aber heute nicht mehr existiert. Zeitweise besaß Gintoft auch ein Wirtshaus sowie zwei Kaufleute.
1961 lebten 260 und 1970 236 Menschen in der Gemeinde Gintoft, von denen 153 dem eigentlichen Dorf Gintoft zugerechnet wurden. Zur selbständigen Gemeinde Gintoft gehörten damals neben dem Dorf Gintoft noch die Ortsteile Norgaard, Wolsroi, Aubrück und das Dorf Gintaftholm. Am 15. Februar 1970 wurde die selbständige Gemeinde Gintoft nach Steinbergkirche eingemeindet. 2017 wurde der Baumbestand des kleinen, jahrhundertealten Gintofter Waldes Preesterholt, trotz verschiedener Einsprüche und kritischer Zeitungsberichterstattung, fast vollständig abgeholzt.